# Produktywność
Produktywność – stosunek ilości wytworzonej oraz sprzedanej produkcji w określonym czasie (ang. output) do ilości wykorzystywanych lub zużytych zasobów wejściowych (ang. inputs). Inaczej: wielkość produkcji uzyskanej z jednostki nakładu czynnika produkcji.
Zasoby wejściowe to różne zasilenia systemu i zasoby systemu, które są wykorzystywane do wytworzenia końcowego produktu. Takimi zasileniami mogą być np. energia, informacje, materiały a zasobami systemu mogą być np. ludzie, kapitał.
Produktywność jest uważana za kluczowe źródło wzrostu gospodarczego i konkurencyjności. Duża część różnic w poziomie życia między państwami jest wyjaśniana różnicami w produktywności w tych państwach.
Istnieje wiele mierników produktywności. Najpopularniejszymi są wydajność pracy i całkowita produktywność czynników produkcji (ang. total factor productivity, TFP).

## Kategorie produktywności
Produktywność można podzielić na dwie kategorie:
- produktywność całkowita – stosunek ogólnej ilości produkcji do łącznej ilości zasobów które zostały wykorzystane przy produkcji.
- produktywność cząstkowa – stosunek ogólnej ilości produkcji, bądź też poszczególnych rodzajów, do ilości poszczególnych rodzajów zasobów, które zostały wykorzystywane przy produkcji[6].